# Influenza russa
L'influenza russa fu una pandemia di influenza mortale del 1889-1895 (ottobre 1889-dicembre 1890, con recidive marzo-giugno 1891, novembre 1891-giugno 1892, inverno 1893-1894 e inizio 1895), che uccise circa un milione di persone in tutto il mondo.
L'epidemia fu soprannominata "influenza asiatica" o "influenza russa" (da non confondere con l'epidemia del 1977-1978 causata dall'influenza A/USSR/90/77 H1N1, chiamata anche influenza russa). Per qualche tempo il ceppo responsabile del virus è stato ipotizzato (ma non dimostrato) come sottotipo H2N2 del virus dell'influenza A. Più recentemente, è stato affermato che il ceppo era il sottotipo H3N8 del virus dell'influenza A.

## Scoppio e diffusione

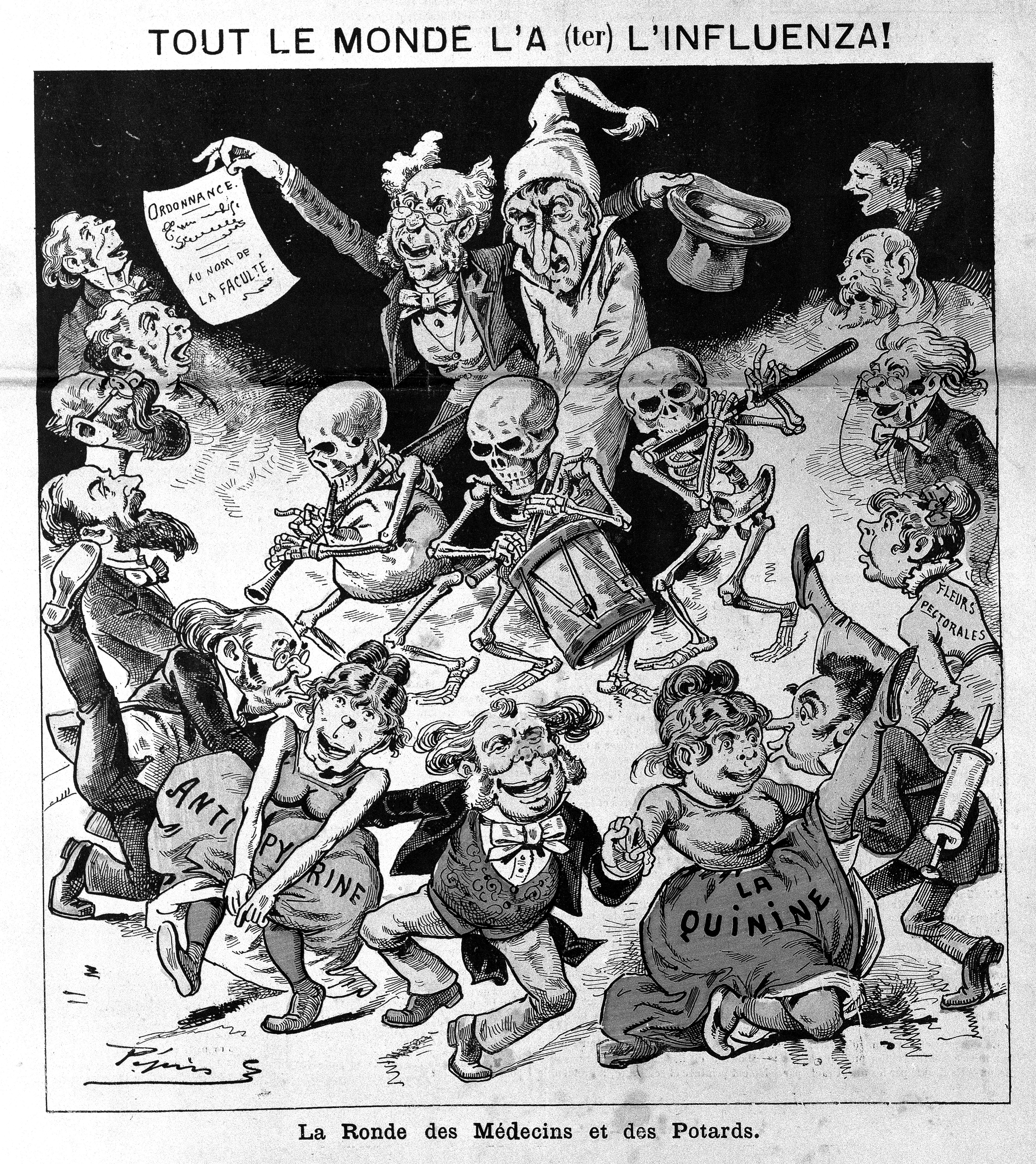
L'edizione del 12 gennaio 1890 della rivista satirica parigina "Le Grelot" raffigurava uno sfortunato malato di influenza, accompagnato da una parata di dottori, droghieri, musicisti scheletrici e ragazze danzanti che rappresentavano il chinino e l'antipirina.

Le moderne infrastrutture di trasporto hanno contribuito alla diffusione dell'influenza del 1889. I 19 maggiori paesi europei, compreso l'Impero russo, avevano 202.887 km di ferrovie e il viaggio transatlantico in nave impiegava meno di sei giorni (non significativamente diverso dal tempo di viaggio aereo attuale, data la scala temporale della diffusione globale di una pandemia).
La pandemia fu registrata per la prima volta a San Pietroburgo, in Russia, nel dicembre 1889. In quattro mesi si era diffusa in tutto l'emisfero settentrionale. Le morti raggiunsero il picco a San Pietroburgo il 1º dicembre 1889 e negli Stati Uniti durante la settimana del 12 gennaio 1890. Il tempo mediano tra il primo caso riportato e il picco di mortalità fu di cinque settimane.

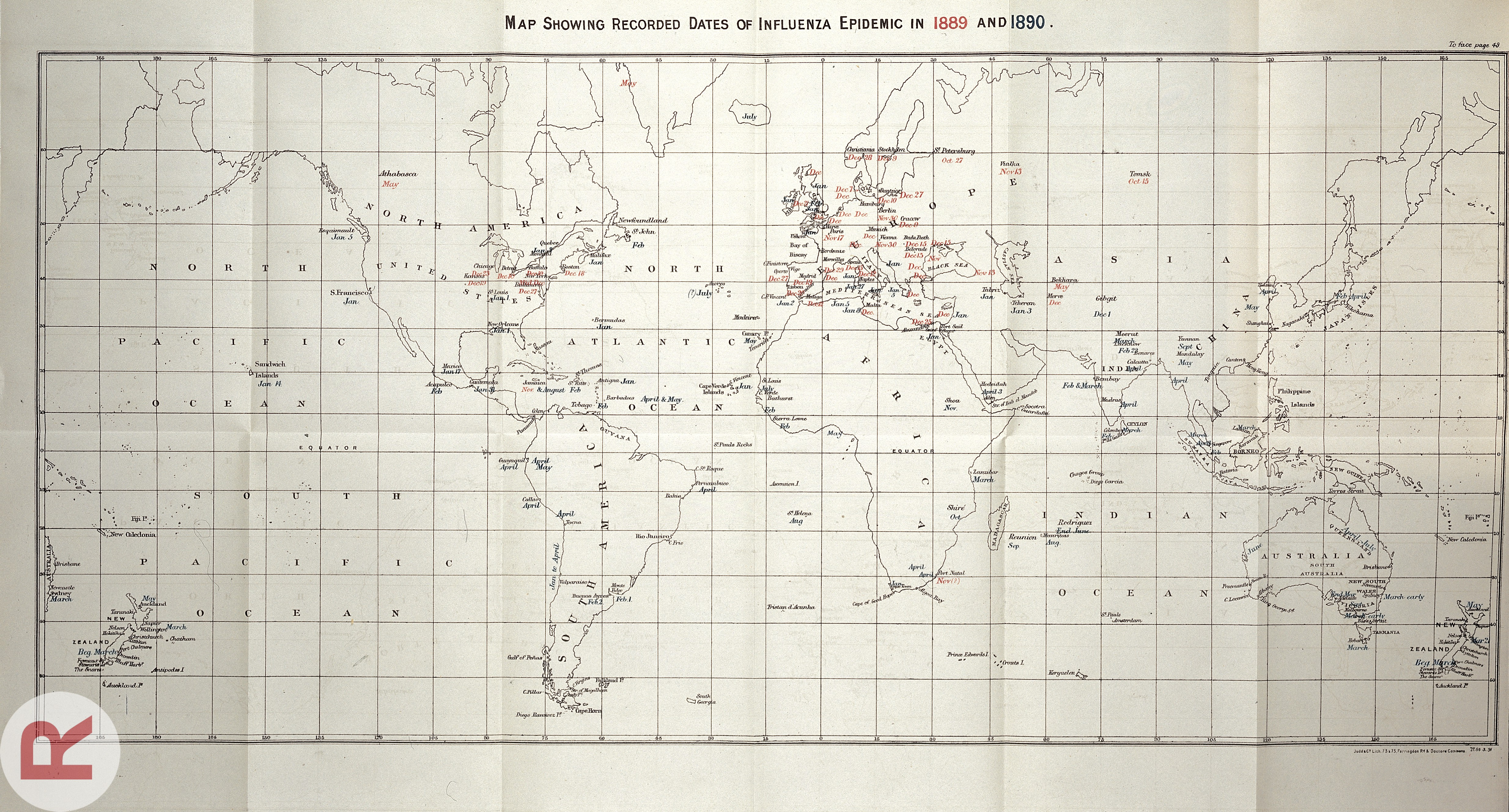
Planisfero con date in rosso (1889) e blu (1890) indicanti l'arrivo della pandemia di influenza nelle varie città.

## Identificazione del sottotipo di virus responsabile
I ricercatori hanno cercato per molti anni di identificare i sottotipi di influenza A responsabili delle epidemie del 1889-1890, 1898-1900 e 1918. Inizialmente, questo lavoro si basava principalmente sulla "seroarcheologia" - la rilevazione di anticorpi contro l'infezione influenzale nei sieri degli anziani - e si pensava che la pandemia del 1889-1890 fosse causata dall'influenza A del sottotipo H2, l'epidemia del 1898-1900 di sottotipo H3 e la pandemia del 1918 del sottotipo H1. Con la conferma di H1N1 come causa della pandemia influenzale del 1918 in seguito all'identificazione di anticorpi H1N1 in cadaveri riesumati, una nuova analisi dei dati seroarcheologici ha indicato che il sottotipo H3 di influenza A (probabilmente il sottotipo dell'H3N8), è la causa più probabile per la pandemia del 1889-1895. I sintomi erano tosse, febbre, mal di gola, nei casi più gravi l’insorgenza di polmonite, che nelle complicazioni si manifestava sotto forma di origine batterica, spesso fatale.

## Morti celebri

### Pandemia iniziale
- 1º gennaio 1890 Henry R. Pierson
- 15 gennaio 1890 Walker Blaine
- 18 gennaio 1890 Amedeo I di Spagna
- 22 gennaio 1890 Adam Forepaugh
- 22 febbraio 1890 Bill Blair
- 12 marzo 1890 William Allen
- 26 marzo 1890 Afrikan Špir
- 23 maggio 1890 Louis Artan
- 19 luglio 1890 James P. Walker

### Ricomparsa della pandemia
- 23 gennaio 1891 Principe Baldovino del Belgio
- 10 febbraio 1891 Sof'ja Kovalevskaya
- 18 marzo 1891 William Herndon
- 8 maggio 1891 Helena Blavatsky
- 15 maggio 1891 Edwin Long
- 3 giugno 1891 Oliver St John
- 9 giugno 1891 Henry Gawen Sutton
- 1º luglio 1891 Frederic Edward Manby
- 20 dicembre 1891 Grisell Baillie
- 28 dicembre 1891 William Arthur White
- 8 gennaio 1892 John Tay
- 10 gennaio 1892 John George Knight
- 12 gennaio 1892 Jean Louis Armand de Quatrefages de Bréau
- 14 gennaio 1892 Alberto Vittorio, duca di Clarence e Avondale, nipote della Regina Vittoria
- 17 gennaio 1892 Charles A. Spring
- 20 gennaio 1892 Douglas Hamilton
- 12 febbraio 1892 Thomas Sterry Hunt
- 15 aprile 1892 Amelia Edwards
- 5 maggio 1892 Gustavus Cheyney Doane
- 24 maggio 1892 Charles Arthur Broadwater
- 10 giugno 1892 Charles Fenerty
- 21 aprile 1893 Edward Stanley, 15º conte di Derby
- 7 agosto 1893 Thomas Burges
- 31 agosto 1893 William Cusins
- 15 dicembre 1893 Samuel Laycock
- 16 dicembre 1893 Tom Edwards-Moss
- 3 gennaio 1894 Hungerford Crewe, 3º Barone Crewe
- 14 marzo 1894 John T. Ford
- 19 giugno 1894 William Mycroft
- 19 febbraio 1895 John Hulke
- 1º marzo 1895 Frederic Chapman
- 5 marzo 1895 Sir Henry Rawlinson, 1° baronetto
- 20 marzo 1895 James Sime
- 24 marzo 1895 John L. O'Sullivan
- 2 agosto 1895 Joseph Thomson